# Cocotropus larvatus
Cocotropus larvatus är en fiskart som beskrevs av Poss och Allen, 1987. Cocotropus larvatus ingår i släktet Cocotropus och familjen Aploactinidae. Inga underarter finns listade i Catalogue of Life.